# Buthiscorpius
Buthiscorpiidae
Famille
Genre
Buthiscorpius est un genre éteint de scorpions du Carbonifère, le seul de la famille des Buthiscorpiidae.

## Liste des espèces
Liste des espèces :
- † Buthiscorpius buthiformis (Pocock, 1911)
- † Buthiscorpius lemayi Kjellesvig-Waering, 1986